# Ie Dingen
Ie Dingen is een bestuurslaag in het regentschap Aceh Selatan van de provincie Atjeh, Indonesië. Ie Dingen telt 1299 inwoners (volkstelling 2010).